# Königsworther Platz

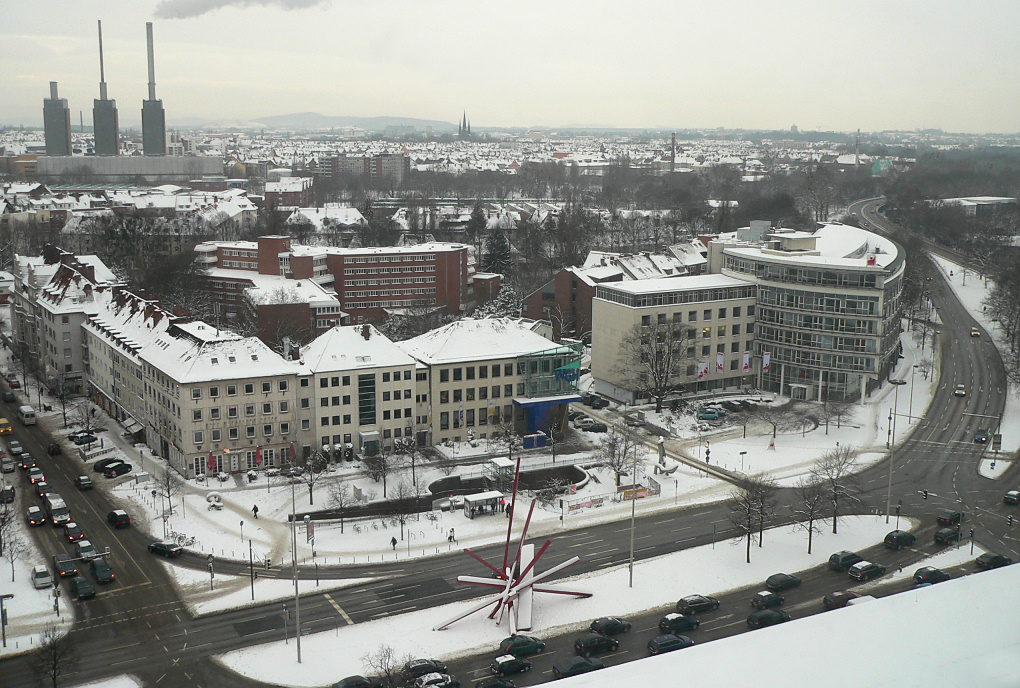
Blick auf den Königsworther Platz, links Heizkraftwerk Linden, rechts IG BCE und der Bremer Damm als Zubringer zum Westschnellweg

Der Königsworther Platz ist ein Platz und eine vielbefahrene Straßenkreuzung im hannoverschen Stadtteil Mitte an der Grenze zu den Stadtteilen Calenberger Neustadt und Nordstadt. Er ist der zentrale Knotenpunkt für den Verkehr von und zum Westschnellweg in Form der Bundesstraße 6. Dabei dient der streckenweise hochgeständerte Bremer Damm (Landesstraße 190) als Zubringer, der westlich an den Platz anschließt. Der Königsworther Platz verteilt den einfließenden Verkehr auf den Cityring in Richtung Osten zum Hauptbahnhof, in Richtung Südosten über das Leibnizufer Richtung Waterlooplatz sowie in Richtung Südwesten über die Königsworther Straße in Richtung Linden-Nord und -Mitte.

## Beschreibung
Zur Schloßwender Straße hin wurde 1952/53 auf dem Gelände der im Zweiten Weltkrieg zerstörten Ulanen-Kaserne das 15-stöckige Conti-Hochhaus erbaut, die ehemalige Hauptverwaltung der Continental AG. Das von Ernst Zinsser entworfene Gebäude war zu diesem Zeitpunkt das höchste Hochhaus Deutschlands. Heute wird es von der Universität Hannover genutzt. Auf der gegenüberliegenden Seite des Platzes hat die IG Bergbau, Chemie, Energie ihre Deutschland-Zentrale gebaut, im Süden wird der Platz von einem Hochhaus der Allianz SE dominiert. Nach Norden öffnet sich der Platz zum Georgengarten und dem Hauptgebäude der Universität Hannover, dem Welfenschloss im Welfengarten. Hier beginnt die Skulpturenmeile Hannover, die sich auf rund 1.200 m in Richtung Süden bis zum Niedersächsischen Landtag fortsetzt.

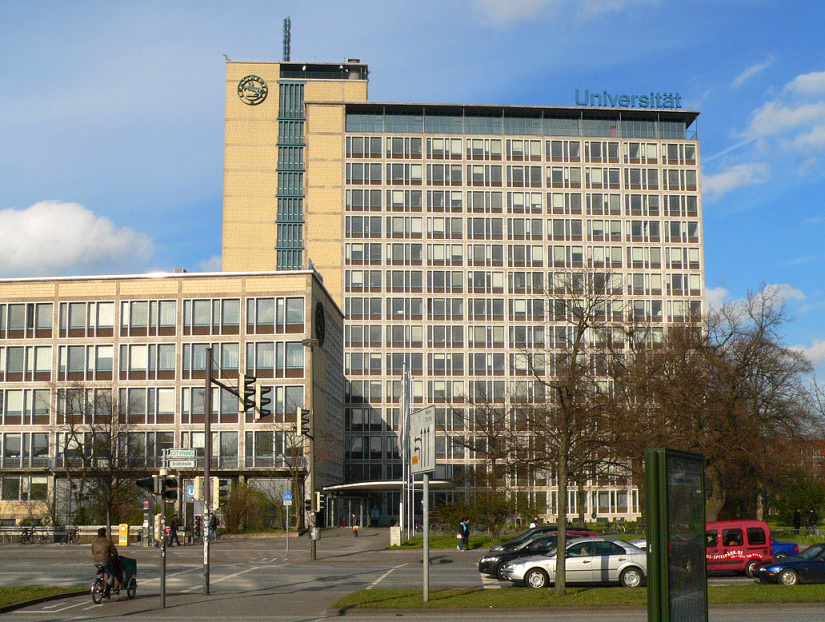
Conti-Hochhaus als eines der beherrschenden Bauwerke am Platz, heute Universität
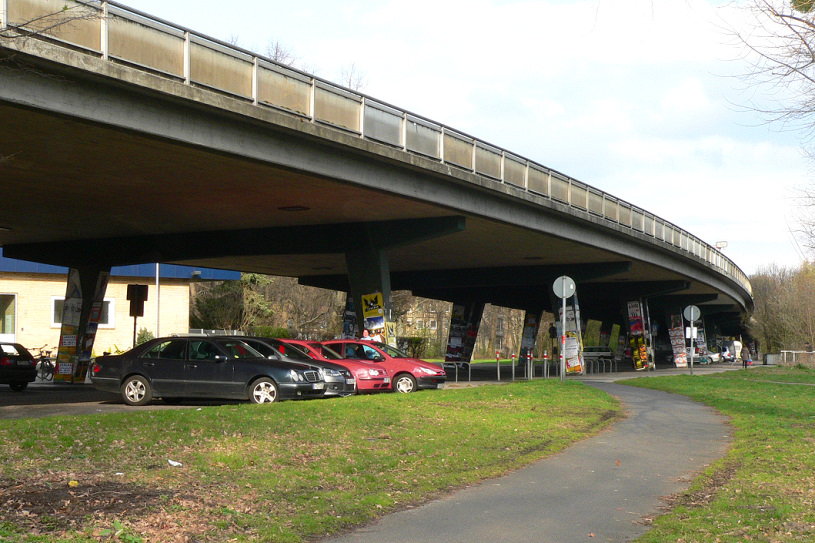
Der in Höhe des Zentrums für Hochschulsport der Leibniz Universität teilweise aufgeständerte Bremer Damm als Zubringer zum Westschnellweg (B 6) beginnt am Platz
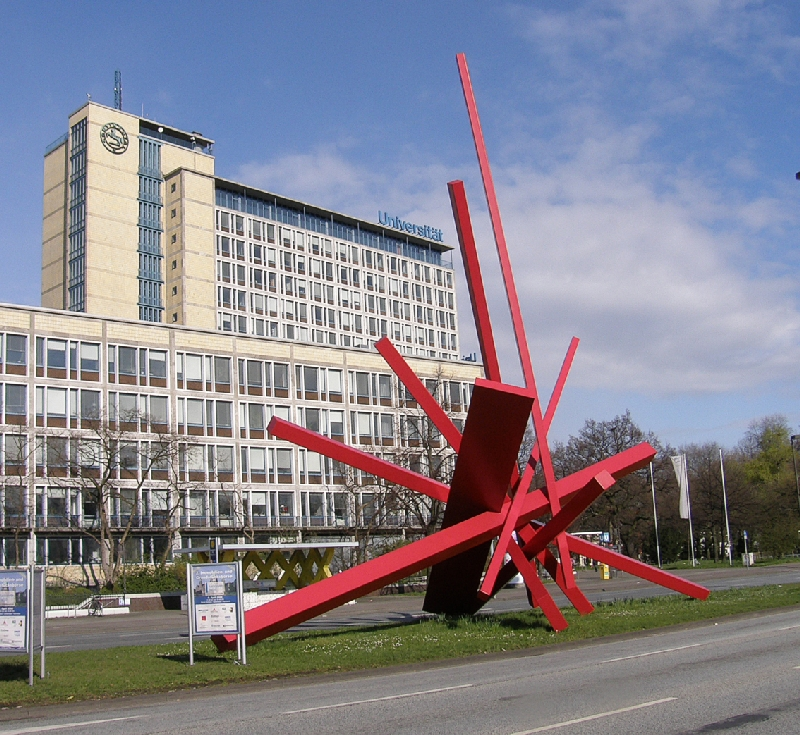
Beginn der Skulpturenmeile Hannover auf dem Platz mit einem Werk von John Raymond Henry
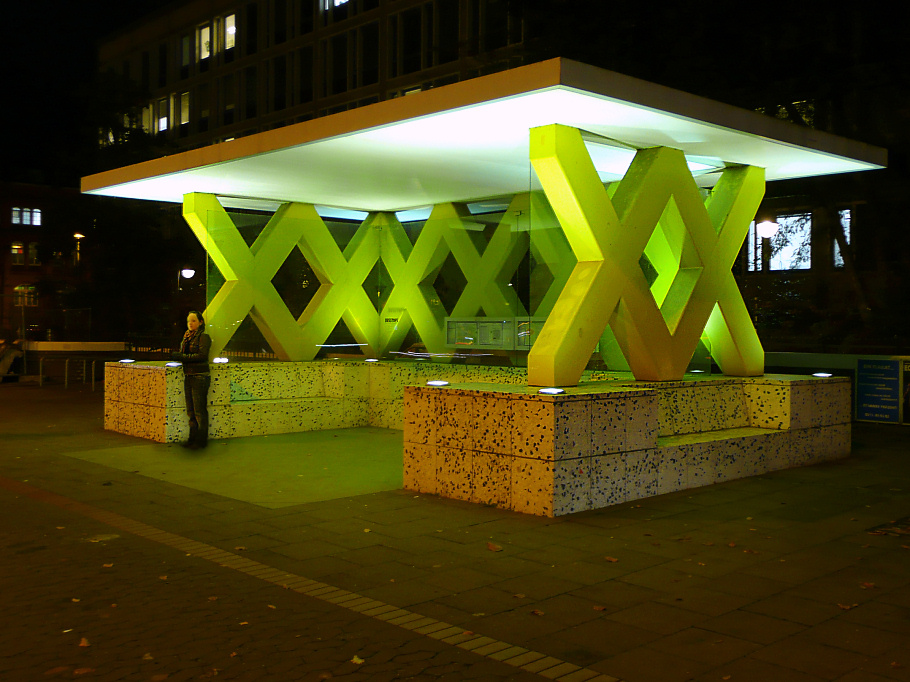
Wartehäuschen von BUSSTOPS am Platz

## Geschichte
Der Platz wurde nach der Ortschaft Königsworth benannt, die sich einst zwischen der Brühlstraße im Osten und der Leine im Westen erstreckte. Der Platz entstand in der Mitte des 19. Jahrhunderts als Exerzierplatz für die dort errichtete Kavalleriekaserne Nr. IX, die spätere Ulanenkaserne. Eine ähnlich militärisch bedingte Entstehungsweise ist in Hannover beim Welfenplatz und beim Waterlooplatz der Fall.
In der Zeit des Nationalsozialismus war der Königsworther Platz des Öfteren das Ziel von Aufmärschen, denn die lokale Parteizentrale lag nur wenige Schritte weit entfernt. Die damaligen Machthaber tauften den Platz in Horst-Wessel-Platz um und bekräftigten dies mit dem Pflanzen einer Eiche. Nach dem Zweiten Weltkrieg wurden diese Spuren beseitigt und der alte Name wiederhergestellt.

### Ulanen-Kaserne

Front der Ulanenkaserne zum Platz um 1896

Ein erster Vorläuferbau der Kaserne am Königsworther Platz war 1736 ein landesherrlicher Maultierstall, aus dem nach dem Siebenjährigen Krieg (1756–63) ein Kasernengebäude wurde. Darin war das Regiment Garde du Corps stationiert. Ab etwa 1840 entstand ein größerer Kasernenkomplex. Das Kasernengelände befand sich zwischen dem Neustädter Friedhof, der zu diesem Zeitpunkt noch St. Andreas Kirchhof hieß, und der Schloßwender Straße auf dem Grundstück des späteren Conti-Hochhauses, heute Leibniz Universität Hannover. Die Kaserne hatte drei Wohngebäude von etwa 20, 40 und 50 m Länge. Mit ihren Längsseiten standen die Gebäude zum Platz hin. Es handelte sich um Backsteinbauten auf einem Sandsteinsockel. Die Mannschaftsstuben waren durchschnittlich mit etwa 10 Mann belegt. Jedem untergebrachten Soldaten standen etwa 20 m³ an Raum zur Verfügung. In die Tiefe des Grundstücks erstreckten sich drei langgestreckte Stallungen für rund 400 Pferde. Weitere Nebengebäude waren Schmiede, Reitbahn und Krankenstall. Nach der Annexion des Königreichs Hannover durch Preußen 1866 wurde die Anlage zur Ulanen-Kaserne, in der das Königs-Ulanen-Regiment Nr. 13 stationiert war. Bei den Luftangriffen auf Hannover während des Zweiten Weltkriegs wurde die Kasernenanlage zerstört. Das unzerstört gebliebene Torportal, das 1736 Johann Paul Heumann schuf, wurde 1955 vor der städtischen Bauverwaltung, dem heutigen Fachbereich Planen und Stadtentwicklung, nahe dem Neuen Rathaus am Friedrichswall wieder aufgebaut. Es steht heute unter Denkmalschutz.

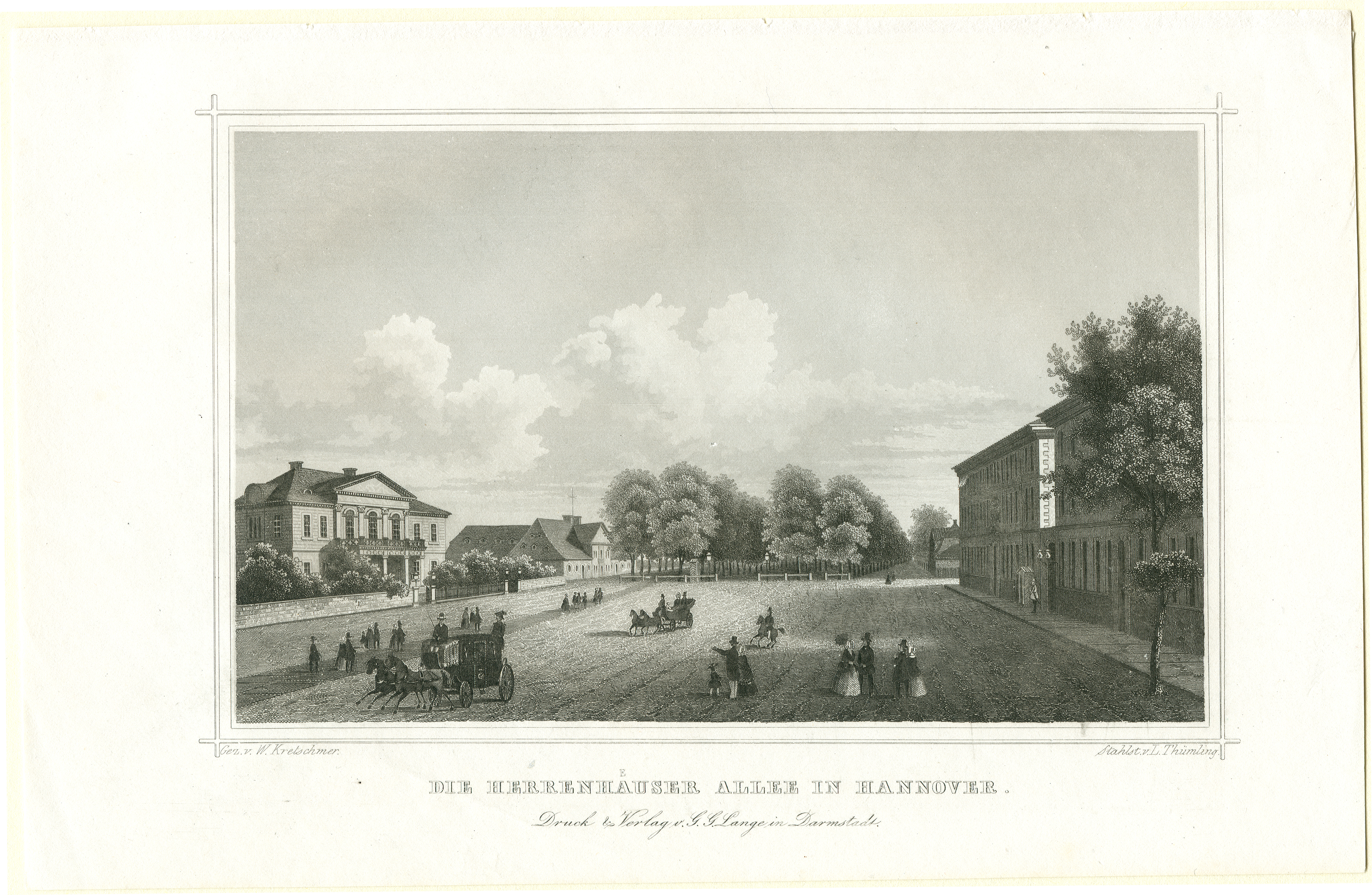
Der Platz um 1855; Stich von Thümling nach Kretschmer
Plan des Platzes 1896 mit Ulanen-Kaserne (grün)
Königsworther Platz um 1890, rechts die Ulanenkaserne
Königsworther Platz um 1895, im Hintergrund das Welfenschloss
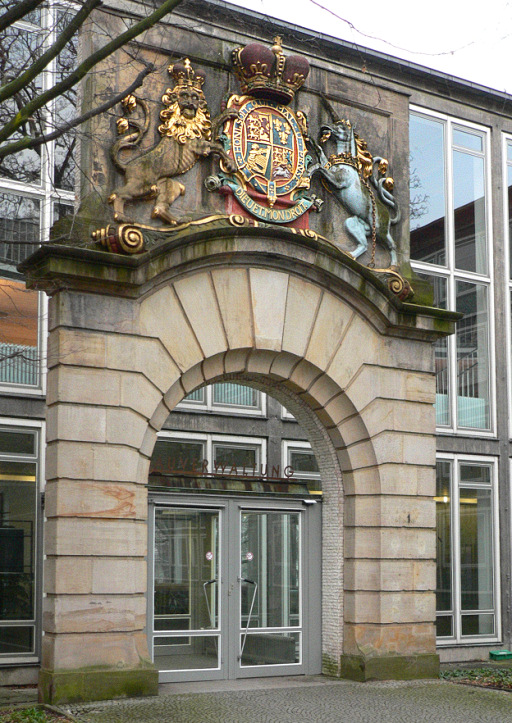
Portal der früheren Garde du Corps-Kaserne am Königsworther Platz von 1736, heute am Rudolf-Hillebrecht-Platz nahe dem Neuen Rathaus

## U-Bahn-Station

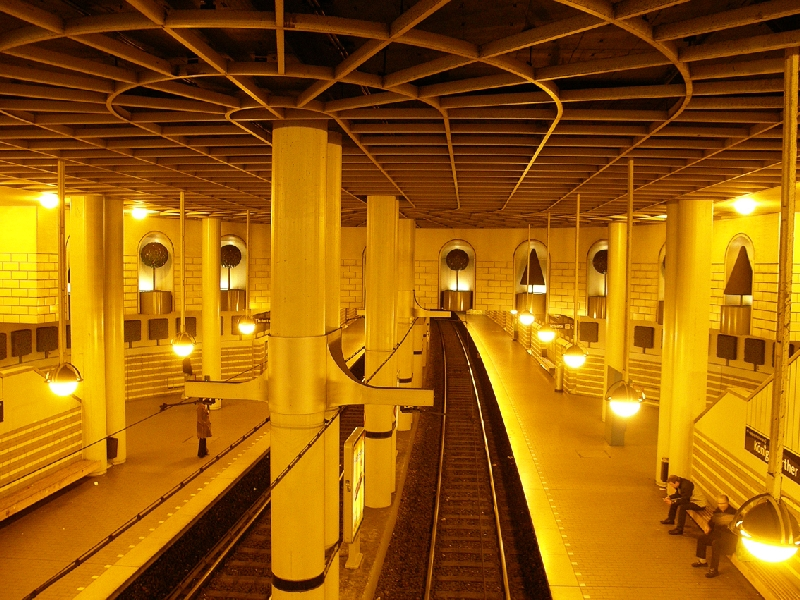
U-Bahn-Station

Unter dem Königsworther Platz befindet sich die gleichnamige U-Bahn-Station der C-Strecke der Stadtbahn. Hier halten die Bahnen der Linie 4 (Garbsen–Roderbruch) und der Linie 5 (Stöcken–Anderten). Westlich der Station führt eine Rampe die Strecke an die Oberfläche. Unter dieser Rampe befindet sich eine zweigleisige Kehranlage, welche im normalen Linienverkehr nicht genutzt wird. Sie ist Endpunkt der Veranstaltungslinie 16.
| Linie | Verlauf | Grundtakt                                  |
| ----- | --- | ------------------------------------------ |
| 4     | Garbsen – Auf der Horst – Marienwerder/Wissenschaftspark − Freudenthalstraße – Bahnhof Leinhausen – Herrenhäuser Gärten – Leibniz-Universität – Königsworther Platz – Steintor – Kröpcke – Aegidientorplatz – Marienstraße – Braunschweiger Platz – Clausewitzstraße – Kantplatz – Nackenberg – Bahnhof Karl-Wiechert-Allee – Medizinische Hochschule – Roderbruch | 10 min (werktags) 15 min (sonn-/feiertags) |
| 5     | Stöcken – Freudenthalstraße – Bahnhof Leinhausen – Herrenhäuser Gärten – Leibniz-Universität – Königsworther Platz – Steintor – Kröpcke – Aegidientorplatz – Marienstraße – Braunschweiger Platz – Clausewitzstraße – Kantplatz – Nackenberg – Tiergarten – Anderten                                                                                               | 10 min (werktags) 15 min (sonn-/feiertags) |
| 16    | Königsworther Platz – Steintor – Kröpcke – Aegidientorplatz – Marienstraße – Kinderkrankenhaus auf der Bult – Brabeckstraße – Kronsberg – Messe/Ost (EXPO-Plaza) | (Veranstaltungslinie bei Bedarf)           |

An einer Seite des Platzes befindet sich eine Haltestelle der Buslinie 100. Sie wurde im Zuge des Kunstprojekts BUSSTOPS von Ettore Sottsass mit einem futuristischen Haltestellenhäuschen ausgestattet.